# Gemeinkostenauftrag
Der Gemeinkostenauftrag ist in der Betriebswirtschaftslehre ein im Rahmen der innerbetrieblichen Leistungsverrechnung von einer Kostenstelle an eine andere Kostenstelle erteilter Auftrag zur Erbringung einer bestimmten innerbetrieblichen Leistung.

## Allgemeines
Der Begriff beruht darauf, dass entstehende innerbetriebliche Kosten als Gemeinkosten in derselben Rechnungsperiode wie die Leistung erfasst und belastet werden. Soll beispielsweise innerhalb der innerbetrieblichen Leistungsverrechnung die Kostenstelle {\displaystyle A} für die Kostenstelle {\displaystyle B} tätig werden, so muss letztere der Kostenstelle {\displaystyle A} einen Gemeinkostenauftrag erteilen. Führt die Kostenstelle {\displaystyle A} den Auftrag aus, darf sie mit den entstandenen Gemeinkosten die auftraggebende Kostenstelle im Wege der Umlage mit den entstandenen Kosten belasten.

## Innerbetriebliche Leistungsverrechnung
Die innerbetriebliche Leistungsverrechnung besteht im Hinblick auf die Kostenträger aus zwei Arten, dem Anlagenauftrag und dem Gemeinkostenauftrag:
- Der Anlagenauftrag wie beispielsweise die Eigenfertigung von Anlagen (Maschinen, Arbeitsmittel wie Werkzeuge) muss als aktivierte Eigenleistungen aktiviert werden.
- Der Gemeinkostenauftrag (etwa elektrischer Strom aus Eigenerzeugung, selbst durchgeführte Reparaturen und Wartungen, Rechtsgutachten der Rechtsabteilung für den Vertrieb) löst Gemeinkosten aus, die in der Gewinn- und Verlustrechnung erscheinen.

Hierzu hat Lothar Haberstock folgende Übersicht erstellt:
```
	                                           
Kostenträger

                          ┌─────────────────────────────┴─────────────────────────┐
                      
Produkte
                                
innerbetriebliche Leistungen

             ┌────────────┴───────────┐                          ┌────────────────┴────────────────┐
           
Kundenauftrag
      
Lagerauftrag
               
Anlagenauftrag
                Gemeinkostenauftrag	
```

Der Anlagenauftrag muss als aktivierte Eigenleistungen aktiviert werden, der Gemeinkostenauftrag muss im Hinblick auf seine Gemeinkosten in der Gewinn- und Verlustrechnung erscheinen und belastet die Ertragslage.

## Wirtschaftliche Aspekte
Der Gemeinkostenauftrag ist mithin nicht aktivierungsfähig und muss in derselben Rechnungsperiode wieder verbraucht und als Umlage zwischen den beteiligten Kostenstellen verrechnet werden wie etwa elektrischer Strom aus Eigenerzeugung. Auch Reparatur und Wartung, die von anderen Kostenstellen durchgeführt werden, sind Gemeinkostenaufträge. Es werden von der Kostenstelle {\displaystyle A} nur die Gemeinkosten umgelegt, Einzelkosten (wie etwa Fertigungslohn) werden als originäre Einzelkosten der Hauptkostenstelle zugeordnet. Durch die Umlage der Gemeinkosten auf die auftraggebende Kostenstelle wird gleichzeitig das Kostenzurechnungsprinzip erfüllt.